# Cryphia eucta
Cryphia eucta là một loài bướm đêm trong họ Noctuidae.